# Carlos Alberto Etchandy Gimeno Navarro
Carlos Alberto Etchandy Gimeno Navarro (Engenho Novo, 30 ottobre 1931 – Niterói, 2 febbraio 2003) è stato un arcivescovo cattolico brasiliano.

## Biografia
Monsignor Carlos Alberto Etchandy Gimeno Navarro nacque a Engenho Novo il 30 ottobre 1931 da João Gimeno Navarro e Maria do Carmo Etchandy Navarro.

### Formazione e ministero sacerdotale
Tra il 1939 e il 1942 frequentò le elementari nelle scuole pubbliche di Rio de Janeiro. Dal 1943 al 1950 proseguì gli studi elementari presso il Collegio Militare di Rio de Janeiro. Tra il 1951 e il 1952 frequentò il liceo del collegio. Nel 1953 entrò nell'Academia Militar das Agulhas Negras a Resende. Poco dopo chiese tuttavia di lasciare l'accademia, entrando nel 1953 nel seminario arcidiocesano "São José" di Rio de Janeiro, dove studiò filosofia e teologia.
Il 29 giugno 1959 fu ordinato presbitero per l'arcidiocesi di Rio de Janeiro nella chiesa di Nostra Signora del Monte Carmelo, all'epoca cattedrale arcidiocesana, dal cardinale Jaime de Barros Câmara. In seguito fu professore, prefetto degli studi e direttore spirituale del seminario minore "San Giuseppe" di Rio de Janeiro dal 1960 al 1966, consigliere del Segretariato nazionale dei seminari della Conferenza nazionale dei vescovi del Brasile dal 1964 al 1971, consigliere del Segretariato nazionale per le vocazioni sacerdotali dal 1970 al 1971, direttore della Divisione per l'educazione religiosa presso il segretariato all'Istruzione di Guanabara a Rio de Janeiro dal 1967 al 1974, consigliere capo del Segretariato dell'educazione e della cultura dello Stato di Rio de Janeiro nel 1975, cappellano della Confraternita di Sant'Antonio di Padova e Nostra Signora di Boa Vista dal 1964 al 1981 e coordinatore della pastorale arcidiocesana dal 1971 al 1975.

### Ministero episcopale
Il 24 ottobre 1975 papa Paolo VI lo nominò vescovo ausiliare di Rio de Janeiro e titolare di Cene. Ricevette l'ordinazione episcopale il 12 dicembre successivo, festa di Nostra Signora di Guadalupe, dal cardinale Eugênio de Araújo Sales, arcivescovo metropolita di Rio de Janeiro, co-consacranti il vescovo di San Gallo Joseph Hasler e il vescovo ausiliare di Rio de Janeiro José Alberto Lopes de Castro Pinto. Il suo primo motto episcopale fu "Gratia et apostolatu" (per grazia e per apostolato, Romani 15,1). Fu anche vice segretario della Conferenza episcopale della regione ecclesiastica Est 1 e presidente della commissione del clero della stessa Conferenza.
Il 29 agosto 1981 papa Giovanni Paolo II lo nominò vescovo di Campos. A quel tempo era membro del consiglio fiscale della Conferenza nazionale dei vescovi del Brasile e rappresentante dei vescovi nel comitato del seminario regionale. Nel 1987 fu eletto dai vescovi della regione Est 1 per seguire l'educazione religiosa nello Stato di Rio de Janeiro.
Guidò la diocesi di Campos durante un periodo travagliato in cui vi era una divisione tra il clero diocesano e tra i fedeli. Il motivo di tale situazione è da attribuire al fatto che il suo predecessore Antônio de Castro Mayer, uno dei vescovi più conservatori al Concilio Vaticano II, aveva avuto la facoltà da papa Paolo VI, unico al mondo, di mantenere nella sua diocesi la messa tridentina. Monsignor Navarro era tuttavia deciso a modernizzare la diocesi e i sacerdoti tradizionalisti furono rimossi dai loro incarichi. Su richiesta di questi preti, monsignor Mayer decise di sostenerli e fondò così l'Unione Sacerdotale di San Giovanni Maria Vianney. Fu in grado di mantenere una "diocesi" completamente tradizionalista che contava circa 40 000 fedeli all'interno di una diocesi "normale". Organizzò cappelle parallele a quelle diocesane. La diocesi di Campos, senza i seguaci di monsignor Mayer, contava circa 850 000 cattolici. Monsignor Navarro fu in grado di pacificare la situazione, cosa che venne riconosciuta dal papa.
La situazione di tensione in cui visse monsignor Navarro raggiunse il punto culminante con la pubblicazione del motu proprio Ecclesia Dei da parte di papa Giovanni Paolo II il 2 luglio 1988. Il documento era una risposta all'ordinazione canonicamente irregolare di quattro vescovi da parte di monsignor Marcel Lefebvre alla quale partecipò come co-consacrante anche monsignor Antonio de Castro Mayer. I sei vescovi coinvolti incorsero nella scomunica latae sententiae.
Il 9 maggio 1990 lo stesso papa Giovanni Paolo II lo nominò arcivescovo metropolita di Niterói. Prese possesso dell'arcidiocesi il 2 luglio successivo. Come motto episcopale scelse l'espressione "Cum Maria Matre Jesus" (con Maria madre di Gesù, Atti 1,14). Dal 1991 al 1995 fu presidente della Conferenza episcopale regionale Est 1.
Attraverso la sua iniziativa e il suo incoraggiamento, nel 1991 venne pubblicato il primo libro annuario dell'arcidiocesi come aiuto alla catechesi, al catecumenato, alla preparazione alla cresima e a molti altri settori della pastorale.
Durante il suo episcopato furono create due parrocchie, Sant'Anna e Santa Rita da Cascia ad Armação dos Búzios nel 1997 e Santissima Trinità a Trindade nel comune di São Gonçalo nel 2001, e la quasi-parrocchia di San Giuseppe Operaio a Jardim Catarina, presso São Gonçalo, nel 2002.
Nel 1996 ideò una nuova cattedrale per l'arcidiocesi di Niterói e incaricò del progetto Oscar Niemeyer. All'iniziativa collaborò anche il sindaco Jorge Roberto Silveira. Nel mese di ottobre del 1997 il progetto della nuova cattedrale fu benedetto da papa Giovanni Paolo II durante la sua seconda visita a Rio de Janeiro. Il papa vide il progetto cartaceo e il modello e benedisse la prima pietra della costruzione. La pietra angolare fu posta nel 1999 durante una grande festa. Il progetto fu però abbandonato dopo la morte di monsignor Navarro.
Il 17 gennaio 2003 fu ricoverato all'ospedale di Procordis poiché colpito da un infarto. Il giorno seguente venne trasferito all'ospedale Santa Cruz di Niterói dove fu sottoposto a un intervento chirurgico per l'inserimento di un pacemaker venerdì 31 gennaio 2003. L'operazione venne condotta dal team guidato dal dottor Luiz Gonzaga Pagnuzzi Amauto. Morì alle 6:55 del 2 febbraio all'età di 71 anni a causa di complicazioni cardiorespiratorie, shock cardiogeno, cardiopatia ischemica e infarto miocardico acuto. Il suo corpo fu trasferito nel primo pomeriggio dello stesso giorno nella cattedrale metropolitana di San Giovanni Battista di Niterói dove fu vegliato dai fedeli. Le esequie si tennero il 3 febbraio alle ore 10 e furono presiedute dal cardinale Eugênio de Araújo Sales, arcivescovo emerito di Rio de Janeiro. Vi presero parte anche il nunzio apostolico Lorenzo Baldisseri, l'arcivescovo di Rio de Janeiro Eusébio Oscar Scheid, altri 23 vescovi provenienti da varie parti del Brasile e più di 100 sacerdoti oltre a religiosi e fedeli laici. Al termine del rito fu sepolto nella cappella del Santissimo dello stesso edificio.

## Genealogia episcopale e successione apostolica
La genealogia episcopale è:
- Cardinale Scipione Rebiba
- Cardinale Giulio Antonio Santori
- Cardinale Girolamo Bernerio, O.P.
- Arcivescovo Galeazzo Sanvitale
- Cardinale Ludovico Ludovisi
- Cardinale Luigi Caetani
- Cardinale Ulderico Carpegna
- Cardinale Paluzzo Paluzzi Altieri degli Albertoni
- Papa Benedetto XIII
- Papa Benedetto XIV
- Papa Clemente XIII
- Cardinale Marcantonio Colonna
- Cardinale Giacinto Sigismondo Gerdil, B.
- Cardinale Giulio Maria della Somaglia
- Cardinale Carlo Odescalchi, S.I.
- Cardinale Costantino Patrizi Naro
- Cardinale Lucido Maria Parocchi
- Arcivescovo Adauctus Aurélio de Miranda Henriques
- Arcivescovo Moisés Ferreira Coelho
- Arcivescovo José de Medeiros Delgado
- Cardinale Eugênio de Araújo Sales
- Arcivescovo Carlos Alberto Etchandy Gimeno Navarro

La successione apostolica è:
- Vescovo João Corso, S.D.B. (1990)
- Vescovo Roberto Gomes Guimarães (1996)